# クレッシェンドラヴ
クレッシェンドラヴ（欧字名:Crescendo Love、2014年4月14日 - ）は、日本の競走馬。主な勝ち鞍は2019年の福島記念、2020年の七夕賞。
馬名の意味は、だんだん強く（音楽用語）＋母名の一部（JRA公式ホームページより）。ただし、本来の馬名の由来は、馬名命名の公募の際にSKE48のファンであった出資者が応募した同グループの派生ユニット「ラブ・クレッシェンド」からとされている。

## 経歴

### 競走馬時代
2016年10月22日、東京の2歳新馬に1番人気で出走し12着。5戦目で初勝利を挙げると、昇級後も2着、3着と続けて好走し、2017年9月18日にG2セントライト記念に出走するも8着に終わる。
2018年1月20日、中山で2勝目、7月1日に函館で3勝目、12月8日、中山の霞ヶ浦特別（1000万下）で4勝目を挙げる。
2019年3月24日、中山の美浦ステークス（1600万下）に勝利し、オープン入り。4月14日、福島のリステッド競走福島民報杯で2着。7月7日、G3七夕賞では後方集団を追走すると、3コーナーから徐々に進出していき、最後の直線で前を行くミッキースワローを捉えにかかったが、3/4馬身及ばず2着。9月22日、G2オールカマーでは中団追走から進めるも勝負どころで進路がなく一旦後方まで下がるもラスト100mで盛り返して5着。11月10日、G3福島記念では中団外めを追走し、4コーナーから徐々に進出していき、直線は力強く脚を伸ばし、重賞初勝利を挙げた。
2020年1月5日、中山金杯ではスタートで遅れを取り後方からの競馬となり、直線で差を詰めるも7着。7月12日、G3七夕賞では、後方を追走し3コーナーから進出していくと、直線の叩き合いを内から差し切って重賞2勝目を挙げた。9月27日にはオールカマーに出走、中団前めで待機するが直線で差し脚を伸ばせず4着となった。
2020年11月29日には初のGIとなるジャパンカップに出走するが13着に敗れ、12月27日の有馬記念も8着と敗戦する。
2021年4月4日には大阪杯に出走するが、強豪相手に9着と敗れる。7月11日には連覇を狙って七夕賞に出走。福島での好成績から期待を集め、単勝4.8倍の1番人気に推されるが、直線で全く伸びず馬群に沈み14着に敗戦した。
8歳初戦、6ヶ月ぶりの実戦となったアメリカジョッキークラブカップは7着に終わった。その後も勝ちきれないレースが続き、2022年10月7日付けで競走馬登録を抹消され現役を引退した。

### 引退後
引退後は馬事公苑で乗馬となると発表されたのち、福島競馬場で誘導馬となった。奇しくも同場の誘導馬には2020年のジャパンカップに出走していたヨシオとトーラスジェミニも2023年から僚馬として在厩しており、2024年秋にはこの3頭での誘導馬揃い踏みも計画されていたが、同年5月11日にヨシオの死亡により果たせなかった。

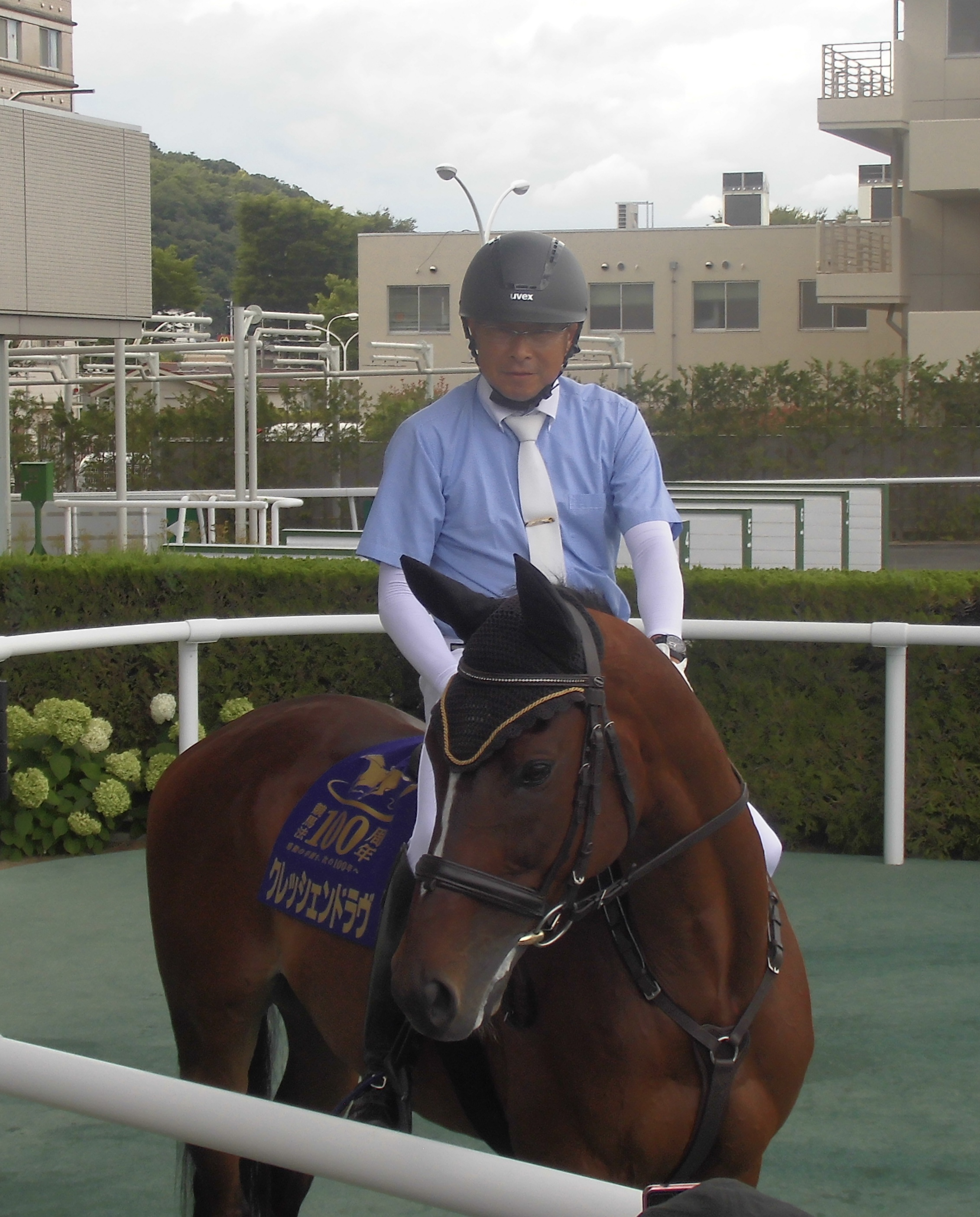
誘導馬としてのクレッシェンドラヴ（2023年7月16日）

## 競走成績
以下の内容は、JBISサーチおよびnetkeiba.comに基づく。
| 競走日     | 競馬場 | 競走名           | 格       | 距離（馬場）  | 頭 数 | 枠 番 | 馬 番 | オッズ （人気） | 着順 | タイム （上がり3F） | 着差 | 騎手      | 斤量 [kg] | 1着馬（2着馬）         | 馬体重 [kg] |
| ---------- | ------ | ---------------- | -------- | ------------- | ----- | ----- | ----- | --------------- | ---- | ------------------- | ---- | --------- | --------- | ---------------------- | ----------- |
| 2016.10.22 | 東京   | 2歳新馬          |          | 芝2000m（良） | 16    | 7     | 14    | 002.80（1人）   | 12着 | R2:07.7（35.3）     | -2.0 | 0蛯名正義 | 55        | コマノインパルス       | 486         |
| 0000.11.20 | 東京   | 2歳未勝利        |          | 芝2000m（良） | 16    | 5     | 9     | 006.40（4人）   | 07着 | R2:03.6（35.3）     | -0.9 | 0蛯名正義 | 55        | アグニシャイン         | 494         |
| 0000.12.17 | 中山   | 2歳未勝利        |          | ダ1800m（稍） | 16    | 4     | 7     | 013.30（4人）   | 10着 | R1:59.3（41.8）     | -2.6 | 0蛯名正義 | 55        | キャリアベスト         | 498         |
| 2017.01.28 | 東京   | 3歳未勝利        |          | 芝2400m（良） | 15    | 4     | 7     | 011.70（5人）   | 09着 | R2:32.5（34.4）     | -0.6 | 0戸崎圭太 | 56        | エイプリルミスト       | 494         |
| 0000.02.26 | 中山   | 3歳未勝利        |          | 芝2200m（良） | 16    | 7     | 13    | 006.10（4人）   | 01着 | R2:16.3（35.2）     | -0.1 | 0内田博幸 | 56        | （バラダガール）       | 492         |
| 0000.07.22 | 福島   | 3歳上500万下     |          | 芝2600m（良） | 14    | 5     | 7     | 008.50（5人）   | 02着 | R2:40.3（35.9）     | -0.1 | 0石橋脩   | 54        | コスモジャーベ         | 490         |
| 0000.08.19 | 新潟   | 出雲崎特別       | 500万下  | 芝2400m（良） | 13    | 8     | 12    | 006.40（5人）   | 03着 | R2:28.0（34.3）     | -0.1 | 0岩田康誠 | 54        | コウキチョウサン       | 488         |
| 0000.09.18 | 中山   | セントライト記念 | GII      | 芝2200m（良） | 15    | 8     | 14    | 039.3（10人）   | 08着 | R2:13.7（34.0）     | -1.0 | 0戸崎圭太 | 56        | ミッキースワロー       | 492         |
| 2018.01.20 | 中山   | 4歳上500万下     |          | 芝2200m（良） | 16    | 6     | 12    | 003.30（2人）   | 01着 | R2:14.9（34.3）     | -0.0 | 0内田博幸 | 56        | （プレイヤーサムソン） | 492         |
| 0000.03.03 | 中山   | 潮来特別         | 1000万下 | 芝2500m（良） | 10    | 2     | 2     | 004.30（3人）   | 02着 | R2:36.2（35.2）     | -0.0 | 0内田博幸 | 56        | エスティーム           | 492         |
| 0000.07.01 | 函館   | 3歳上500万下     |          | 芝2600m（重） | 11    | 8     | 10    | 002.60（1人）   | 01着 | R2:44.3（35.6）     | -0.3 | 0四位洋文 | 57        | （マーヴェルズ）       | 488         |
| 0000.07.15 | 函館   | 北海ハンデ       | 1000万下 | 芝2600m（良） | 11    | 6     | 6     | 002.60（1人）   | 09着 | R2:42.0（39.0）     | -2.3 | 0四位洋文 | 56        | マサハヤダイヤ         | 488         |
| 0000.09.22 | 中山   | 九十九里特別     | 1000万下 | 芝2500m（稍） | 11    | 7     | 8     | 005.00（3人）   | 04着 | R2:32.4（35.5）     | -0.7 | 0内田博幸 | 57        | プライムセラー         | 484         |
| 0000.12.08 | 中山   | 霞ヶ浦特別       | 1000万下 | 芝2000m（良） | 12    | 6     | 8     | 008.30（5人）   | 01着 | R2:00.8（34.9）     | -0.4 | 0内田博幸 | 57        | （ウインイクシード）   | 484         |
| 2019.01.06 | 中山   | 迎春S            | 1600万下 | 芝2200m（良） | 12    | 4     | 4     | 006.20（4人）   | 03着 | R2:14.3（34.6）     | -0.2 | 0内田博幸 | 57        | ウラヌスチャーム       | 488         |
| 0000.03.24 | 中山   | 美浦S            | 1600万下 | 芝2000m（良） | 10    | 5     | 5     | 005.30（4人）   | 01着 | R2:00.2（35.6）     | -0.0 | 0内田博幸 | 57        | （シンギュラリティ）   | 488         |
| 0000.04.14 | 福島   | 福島民報杯       | L        | 芝2000m（良） | 15    | 1     | 1     | 005.20（2人）   | 02着 | R1:58.7（36.4）     | -0.1 | 0内田博幸 | 54        | レッドローゼス         | 490         |
| 0000.07.07 | 福島   | 七夕賞           | GIII     | 芝2000m（稍） | 16    | 8     | 15    | 006.10（2人）   | 02着 | R1:59.7（36.6）     | -0.1 | 0内田博幸 | 55        | ミッキースワロー       | 498         |
| 0000.09.22 | 中山   | オールカマー     | GII      | 芝2200m（良） | 10    | 3     | 3     | 014.60（5人）   | 05着 | R2:12.5（33.9）     | -0.5 | 0内田博幸 | 56        | スティッフェリオ       | 490         |
| 0000.11.10 | 福島   | 福島記念         | GIII     | 芝2000m（良） | 16    | 5     | 10    | 003.90（1人）   | 01着 | R1:59.5（35.5）     | -0.2 | 0内田博幸 | 55        | （ステイフーリッシュ） | 496         |
| 2020.01.05 | 中山   | 中山金杯         | GIII     | 芝2000m（良） | 17    | 2     | 3     | 003.10（1人）   | 07着 | R1:59.9（34.9）     | -0.4 | 0内田博幸 | 57        | トリオンフ             | 494         |
| 0000.07.12 | 福島   | 七夕賞           | GIII     | 芝2000m（重） | 16    | 2     | 3     | 007.40（3人）   | 01着 | R2:02.5（36.6）     | -0.2 | 0内田博幸 | 57        | （ブラヴァス）         | 498         |
| 0000.09.27 | 中山   | オールカマー     | GII      | 芝2200m（稍） | 9     | 1     | 1     | 005.10（4人）   | 04着 | R2:15.8（35.2）     | -0.3 | 0内田博幸 | 56        | センテリュオ           | 494         |
| 0000.11.29 | 東京   | ジャパンC        | GI       | 芝2400m（良） | 15    | 6     | 11    | 432.9（14人）   | 13着 | R2:25.3（37.0）     | -2.3 | 0内田博幸 | 57        | アーモンドアイ         | 500         |
| 0000.12.27 | 中山   | 有馬記念         | GI       | 芝2500m（良） | 16    | 2     | 3     | 188.1（16人）   | 08着 | R2:35.8（36.8）     | -0.8 | 0坂井瑠星 | 57        | クロノジェネシス       | 500         |
| 2021.04.04 | 阪神   | 大阪杯           | GI       | 芝2000m（重） | 13    | 6     | 9     | 095.10（8人）   | 11着 | R2:04.7（39.3）     | -3.1 | 0内田博幸 | 57        | レイパパレ             | 498         |
| 0000.07.11 | 福島   | 七夕賞           | GIII     | 芝2000m（稍） | 16    | 5     | 9     | 004.80（1人）   | 14着 | R2:03.6（37.9）     | -1.4 | 0内田博幸 | 58        | トーラスジェミニ       | 498         |
| 2022.01.23 | 中山   | AJCC             | GII      | 芝2200m（良） | 14    | 3     | 4     | 138.8（12人）   | 07着 | R2:13.3（36.0）     | -0.6 | 0津村明秀 | 56        | キングオブコージ       | 504         |
| 0000.03.26 | 中山   | 日経賞           | GII      | 芝2500m（稍） | 15    | 5     | 8     | 048.70（8人）   | 04着 | R2:35.7（34.9）     | -0.3 | 0内田博幸 | 56        | タイトルホルダー       | 506         |
| 0000.05.01 | 阪神   | 天皇賞（春）     | GI       | 芝3200m（稍） | 18    | 4     | 8     | 117.2（15人）   | 14着 | R3:21.1（40.7）     | -4.9 | 0内田博幸 | 58        | タイトルホルダー       | 496         |
| 0000.09.25 | 中山   | オールカマー     | GII      | 芝2200m（良） | 13    | 6     | 9     | 160.0（12人）   | 08着 | R2:14.2（36.4）     | -1.5 | 0内田博幸 | 56        | ジェラルディーナ       | 492         |

## 血統
| クレッシェンドラヴの血統                   | クレッシェンドラヴの血統                                        | クレッシェンドラヴの血統                                        | （血統表の出典）                                                | （血統表の出典）  |
| 父系                                       | サンデーサイレンス系                                            | サンデーサイレンス系                                            | サンデーサイレンス系                                            | [ § 2 ]           |
| 父 ステイゴールド 1994 黒鹿毛 北海道白老町 | 父の父*サンデーサイレンス 1986 青鹿毛 アメリカ                  | Halo                                                            | Hail to Reason                                                  | Hail to Reason    |
| 父 ステイゴールド 1994 黒鹿毛 北海道白老町 | 父の父*サンデーサイレンス 1986 青鹿毛 アメリカ                  | Halo                                                            | Cosmah                                                          |                   |
| 父 ステイゴールド 1994 黒鹿毛 北海道白老町 | 父の父*サンデーサイレンス 1986 青鹿毛 アメリカ                  | Wishing Well                                                    | Understanding                                                   | Understanding     |
| 父 ステイゴールド 1994 黒鹿毛 北海道白老町 | 父の父*サンデーサイレンス 1986 青鹿毛 アメリカ                  | Wishing Well                                                    | Mountain Flower                                                 |                   |
| 父 ステイゴールド 1994 黒鹿毛 北海道白老町 | 父の母ゴールデンサッシュ 1988 栗毛 北海道白老町                 | *ディクタス                                                     | Sanctus                                                         | Sanctus           |
| 父 ステイゴールド 1994 黒鹿毛 北海道白老町 | 父の母ゴールデンサッシュ 1988 栗毛 北海道白老町                 | *ディクタス                                                     | Dronic                                                          |                   |
| 父 ステイゴールド 1994 黒鹿毛 北海道白老町 | 父の母ゴールデンサッシュ 1988 栗毛 北海道白老町                 | ダイナサッシュ                                                  | *ノーザンテースト                                               | *ノーザンテースト |
| 父 ステイゴールド 1994 黒鹿毛 北海道白老町 | 父の母ゴールデンサッシュ 1988 栗毛 北海道白老町                 | ダイナサッシュ                                                  | *ロイヤルサッシュ                                               |                   |
| 母 *ハイアーラヴ 2002 鹿毛 アイルランド    | 母の父Sadler's Wells 1981 鹿毛 アメリカ                         | Northern Dancer                                                 | Nearctic                                                        | Nearctic          |
| 母 *ハイアーラヴ 2002 鹿毛 アイルランド    | 母の父Sadler's Wells 1981 鹿毛 アメリカ                         | Northern Dancer                                                 | Natalma                                                         |                   |
| 母 *ハイアーラヴ 2002 鹿毛 アイルランド    | 母の父Sadler's Wells 1981 鹿毛 アメリカ                         | Fairy Bridge                                                    | Bold Reason                                                     | Bold Reason       |
| 母 *ハイアーラヴ 2002 鹿毛 アイルランド    | 母の父Sadler's Wells 1981 鹿毛 アメリカ                         | Fairy Bridge                                                    | Special                                                         |                   |
| 母 *ハイアーラヴ 2002 鹿毛 アイルランド    | 母の母Dollar Bird 1997 鹿毛 アイルランド                        | Kris                                                            | Sharpen Up                                                      | Sharpen Up        |
| 母 *ハイアーラヴ 2002 鹿毛 アイルランド    | 母の母Dollar Bird 1997 鹿毛 アイルランド                        | Kris                                                            | Doubly Sure                                                     |                   |
| 母 *ハイアーラヴ 2002 鹿毛 アイルランド    | 母の母Dollar Bird 1997 鹿毛 アイルランド                        | High Spirited                                                   | Shirley Heights                                                 | Shirley Heights   |
| 母 *ハイアーラヴ 2002 鹿毛 アイルランド    | 母の母Dollar Bird 1997 鹿毛 アイルランド                        | High Spirited                                                   | Sunbittern                                                      |                   |
| 母系(F-No.)                                | ハイアーラヴ系(FN:9-e)                                          | ハイアーラヴ系(FN:9-e)                                          | ハイアーラヴ系(FN:9-e)                                          | [ § 3 ]           |
| 5代内の近親交配                            | Northern Dancer: M3×S5・Hail to Reason: S4×M5・Almahmoud: S5×M5 | Northern Dancer: M3×S5・Hail to Reason: S4×M5・Almahmoud: S5×M5 | Northern Dancer: M3×S5・Hail to Reason: S4×M5・Almahmoud: S5×M5 | [ § 4 ]           |
| 出典                                       | 1. 2. 3. 4.                                                     | 1. 2. 3. 4.                                                     | 1. 2. 3. 4.                                                     | 1. 2. 3. 4.       |

- 4代母Sunbitternの子孫にメイショウフンジン（佐賀記念）、サヴィ（サマーチャンピオン）